# 田寮 (苗栗縣頭份市)
田寮，原寫為田藔，是臺灣苗栗縣頭份市的一個傳統地域名稱，位於該市西部。相較於今日行政區，其範圍大致包括田寮里、東庄里、忠孝里不含東北端、自強里、民生里西北端、蟠桃里東南端。

## 歷史
台灣清治末期至日治初期，田寮地區為一街庄，稱為「田藔庄」，隸屬於竹南一堡。該庄北與三角店庄、蟠桃庄為鄰，東邊及南邊側較大段為頭份庄，南邊西側較小段為蘆竹湳庄，西邊為鹽館前庄。
1901年（日治明治三十四年）11月，全台廢縣廳改設二十廳，該庄隸屬於新竹廳。1909年（明治四十二年）10月，合併二十廳為十二廳，該庄隸屬不變。1920年（大正九年），廢十二廳改設五州二廳，該庄改制並雅化為「田寮」大字，隸屬於新竹州竹南郡頭分庄。1940年6月，頭分庄升格為頭分街。
戰後頭分街改制並改名為頭份鎮，隸屬於新竹縣，大字亦改制為里。1950年桃、竹、苗分治，頭份鎮改隸屬於苗栗縣。2015年10月，因人口超過10萬，頭份鎮升格為頭份市。

## 聚落
本地區發展較早的聚落有下田藔、上田藔、下東、上東等，在日治期初期的官方地圖上已有記載。此外，本地區尚有上庄聚落。

## 交通
省道台1線（中華路、自強路、自強路二段；自強路二段、永貞路一段）又稱「縱貫公路」，是台北至屏東楓港的傳統平面幹道，大致先以東北—西南走向轉東北東—西南西走向經過田寮地區東北部，再以東北東—西南西走向轉橫向再轉縱向經過本地區西南部。由該道路向東北轉西北可前往香山、新竹、竹北等地，向南轉西南可前往後龍、通霄、苑裡等地。

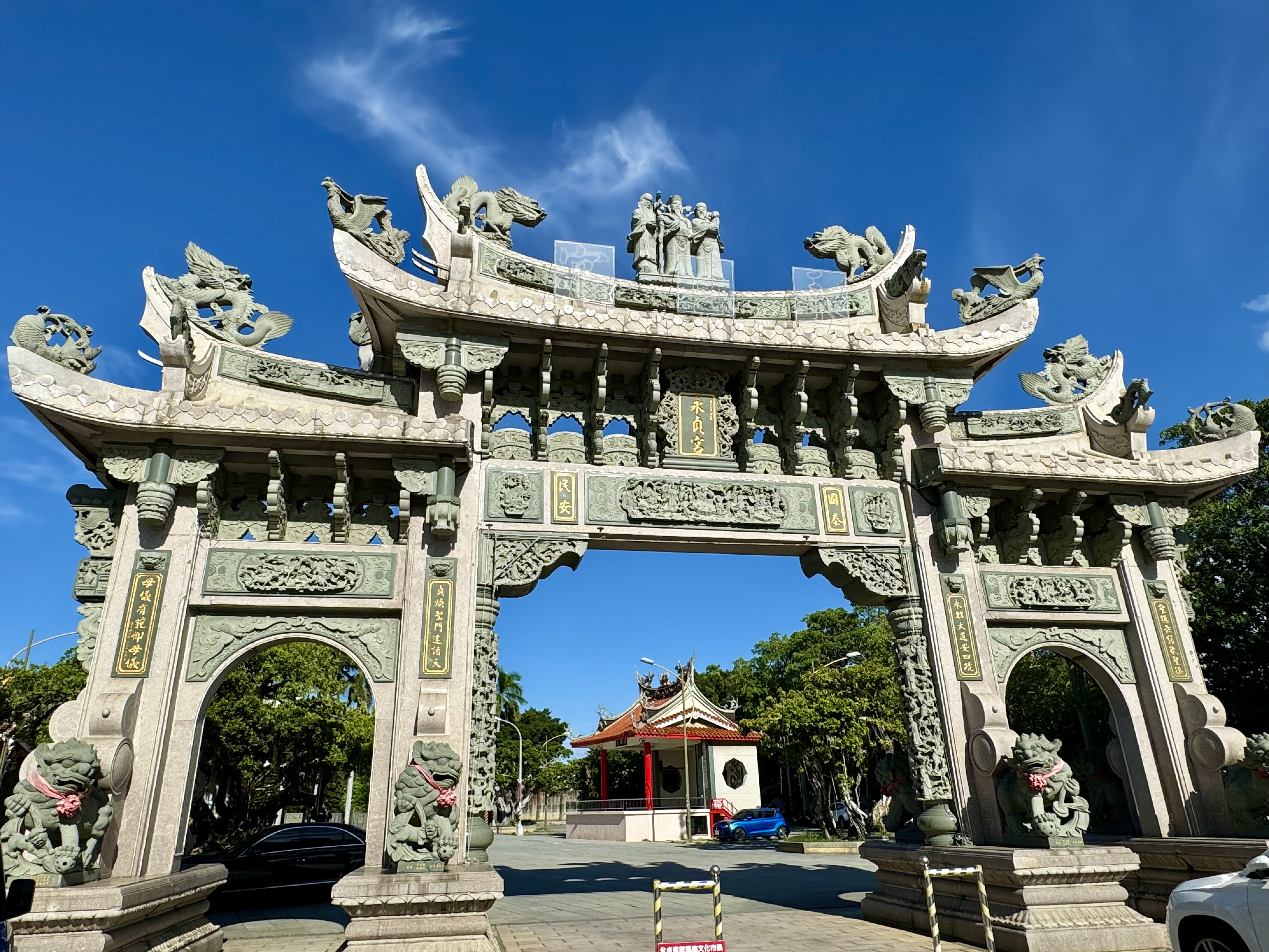
臺13線的合港田寮永貞宮牌樓

省道台13線是香山內湖至豐原的幹道，大致以縱向經過本地區西南部，其中自強路二段路口以南與省道台1線共線。由該道路向北可前往竹南、香山內湖並止於省道台1線路口，向南可前往造橋赤崎仔、頭屋、苗栗、銅鑼等地。
縣道124號是竹南至獅潭的道路，大致先以橫向經過本地區中部偏西南地帶，再以西南—東北走向經過本地區東半部最南端點，兩段路之間行經頭份市中心。由該道路向西可前往竹南，向東北轉東再轉南可前往三灣、南庄、獅潭等地。，

## 學校
- 永貞國小
- 六和國小

## 廟宇
- 合港田寮永貞宮（媽祖廟）

## 產業
- 頭份工業區（小部分）